# Relieflinie

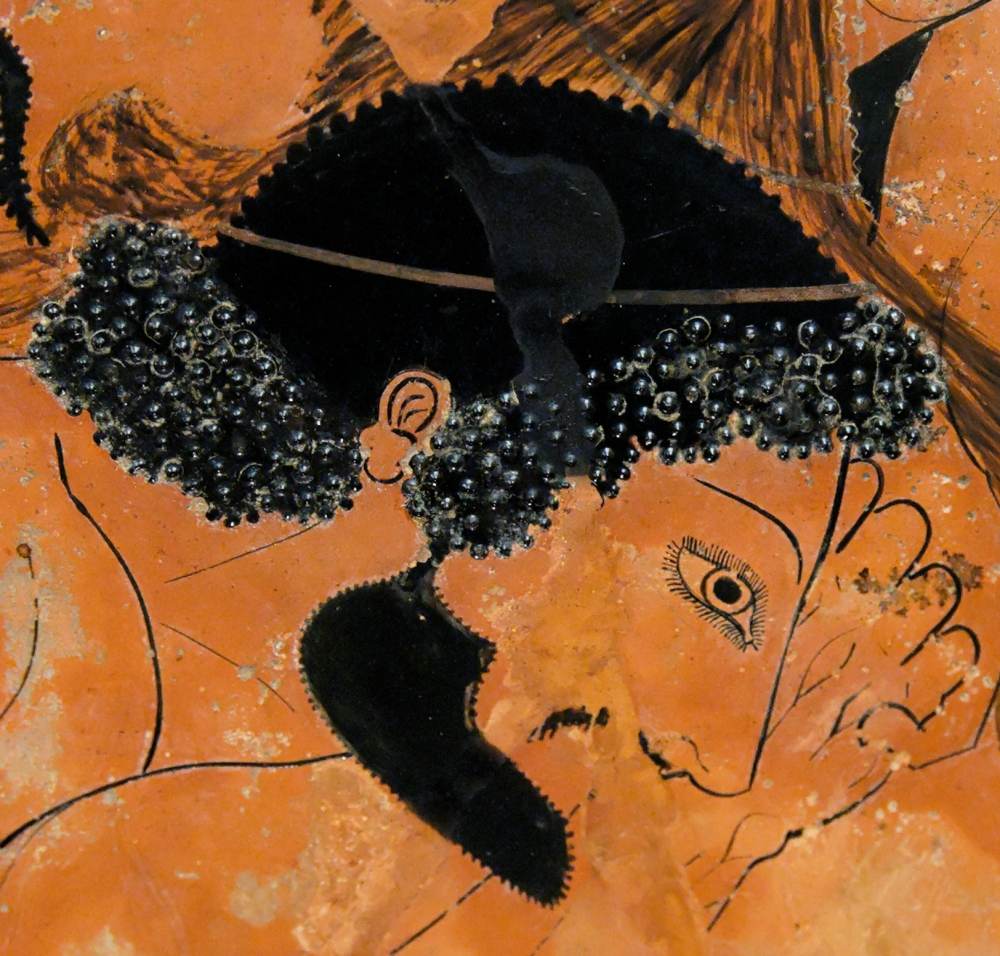
In diesem Krater des Euphronios im Louvre wurden die Haare mit kleinen aufgesetzten Punkten in Relieflinientechnik hervorgehoben.

Relieflinie ist ein Begriff aus der antiken Vasenmalerei. Anders als bei der schwarzfigurigen Vasenmalerei, bei der die Feinheiten der Figuren eingeritzt wurden, trug man die Einzelheiten der figürlichen Darstellungen bei der rotfigurigen Vasenmalerei mit einem Pinsel und Tonschlicker auf den ungebrannten Ton auf. Diese Zeichnungen wurden in ihrer deutlichsten Ausprägung Relieflinie genannt. Diese wurden für grobe Abgrenzungen und scharfe Kontraste verwendet. Für feinere, detailreichere Kennzeichnungen wurde indes der oftmals verdünnte Tonschlicker in dünnerer Linie eingezeichnet, was farbliche Effekte hervorrief.
Erst die Verwendung der Relieflinie, die von der Pioniergruppe eingeführt wurde, erlaubte die Weiterentwicklung der rotfigurigen Vasenmalerei zu einer Form, die am Ende für den Siegeszug der rotfigurigen Malerei und das Ende der schwarzfigurigen Vasenmalerei verantwortlich war.